# Vol Alrosa 514
Le 7 septembre 2010, un Tupolev Tu-154 effectuant le vol Alrosa 514, un vol intérieur régulier entre Oudatchny et Moscou, en Russie, a réussi un atterrissage d'urgence après avoir subi une panne électrique totale en vol. Les 81 passagers et membres d'équipage à bord s’en sont sorties indemnes.
L'équipage du vol 514 a ensuite été décoré pour ses actions, et l'avion a été réparé avec succès et a quitté l'aérodrome pour reprendre du service au sein d'Alrosa.

## Avion
L'appareil effectuant le vol est un Tupolev Tu-154M, un triréacteur moyen/long-courrier appartenant à la compagnie Alrosa, immatriculé RA-85684 (numéro de série 90A-851) et a été construit en 1990.

## Incident
Le vol 514 était en route, à l'altitude de croisière de 34 800 pieds (10 600 m) lorsque, vers 6 h 59, heure locale, une panne complète de l'alimentation électrique s'est produite, ce qui a désactivé le système de pompe d'alimentation des moteurs en carburant, ainsi que tous les équipements de navigation et la radio. La perte des pompes a empêché le transfert de carburant des réservoirs dans les ailes vers le réservoir d'alimentation des moteurs, situé dans le fuselage, laissant l'avion avec seulement 3 300 kilogrammes de carburant utilisable, assez pour seulement 30 minutes de vol, ce qui signifie que l'avion n'aurait pas pu atteindre sa destination. 
Vers 7 h 47, les services d'urgence d'Ijma ont été informés que l'avion pouvait effectuer un atterrissage d'urgence à l'aéroport d'Ijma (en) (raïon d'Ijma, république des Komis). Cet aéroport est un ancien aérodrome qui est désormais utilisé uniquement pour les hélicoptères, et la piste d'atterrissage, d'une longueur de 4 347 pieds (1 325 m), est fermée mais pas abandonnée. Cet aérodrome, qui est fermé alors aux avions de ligne commerciaux depuis 2003, n'était plus indiqué sur les cartes aéronautiques à bord de l'avion.
Les passagers ont ensuite été déplacés vers l'avant de l'avion, afin de stabiliser l'avion lors de l'atterrissage. La panne électrique a également provoqué la perte des volets et des becs. Deux tentatives d'atterrissage ont été avortées puis, lors de la troisième tentative, un atterrissage d'urgence réussi a été effectué à 7 h 55, heure locale. Le Tupolev a dépassé l'extrémité de la piste de 520 pieds (160 m), et s'est immobilisé dans la végétation avoisinante, endommagé mais toujours sur son train d'atterrissage. 
L'avion a atterri à une vitesse de 190 à 210 nœuds (350 à 380 km/h), plus rapide que la normale, en raison de l'absence des volets lors de l'atterrissage. En effet, bien que les volets soient actionnés par les systèmes hydrauliques de l'avion, les interrupteurs qui les actionnent sont électriques. 
Les neuf membres d'équipage et les 72 passagers ont été évacués à l'aide des toboggans d'évacuation de l'avion. Aucun mort, ni blessé n'a été signalé.

## Enquête
Les autorités russes ont ouvert une enquête sur l'accident du vol 514. Un rapport préliminaire a été publié 10 jours après le début de l'enquête. Le 14 septembre 2010, le rapport indique que les batteries servant à l'alimentation électrique de l'avion ont surchauffé durant le vol, en subissant un emballement thermique. Cela a affecté l'ensemble du système électrique de l'appareil, ainsi que du système de navigation et de la radio.

## Conséquences

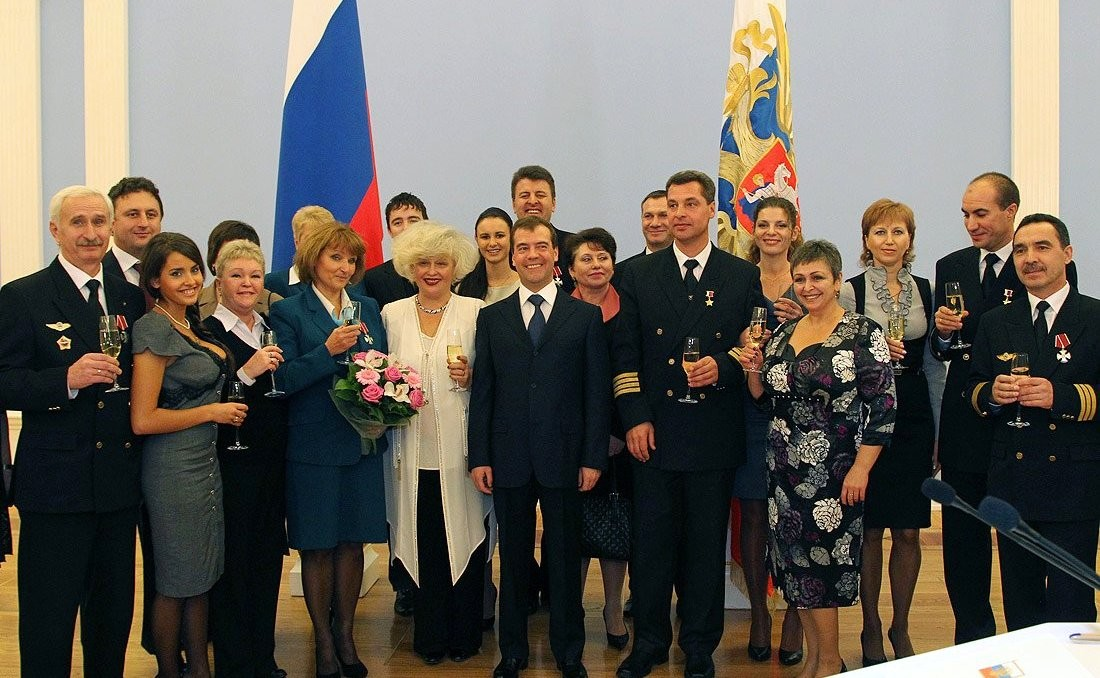
Le président russe Dmitri Medvedev (au centre) recevant l'équipage du vol 514 au Kremlin le 16 novembre 2010.

### L'équipage
Les pilotes du vol 514, le commandant de bord Yevgeny Novoselov et le copilote Andrei Lamanov, ont été nommés Héros de la fédération de Russie. Les sept autres membres de l'équipage ont reçu l'Ordre du Courage. L'ordre d'attribution des décorations a été signé par le président russe, Dmitri Medvedev.
L'atterrissage n'a pu être réussi que parce que le superviseur de l'aéroport, Sergueï Sotnikov, a maintenu la piste d'atterrissage exempte d'arbres et de buissons, même après la fermeture de l'aéroport en 2003. Sotnikov a ensuite été également décoré par le président russe.

### L'appareil

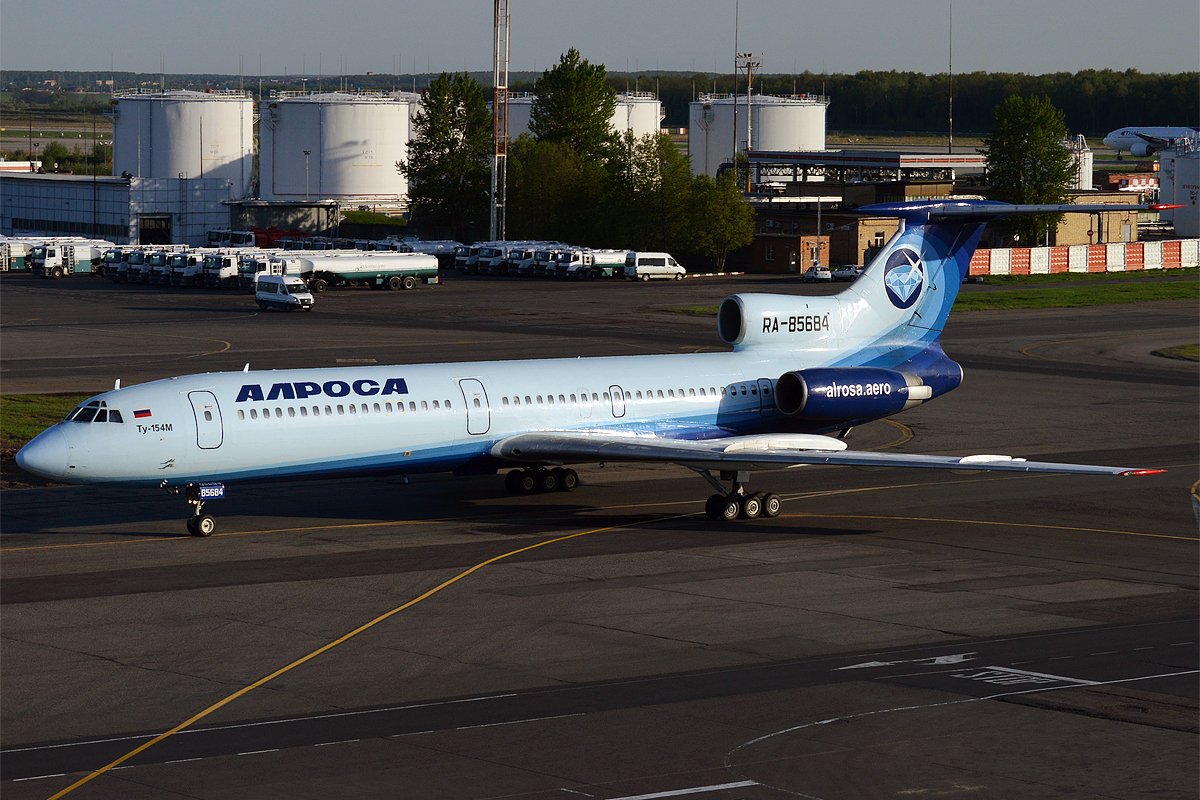
RA-85684, l'appareil impliqué dans l'incident du vol 514, ici en mai 2018, quatre mois avant son retrait.

L'avion a subi des dommages considérables lors de la sortie de piste, mais après une évaluation par l'avionneur Tupolev, Alrosa a décidé qu'il pouvait être réparé et remis en service. Après avoir remplacé deux de ses trois moteurs, l'appareil a été débarrassé de tout équipement inutile et chargé de la quantité minimale de carburant nécessaire.
Le 24 mars 2011, six mois après l'incident, l'avion a décollé avec succès d'Ijma pour parcourir 160 km jusqu'à l'aéroport d'Oukhta (en) pour faire le plein et une seconde inspection, puis jusqu'à l'aéroport international de Samara pour des réparations supplémentaires. Bien que le Tupolev Tu-154 nécessite normalement environ 8 200 pieds (2 500 m) de piste pour décoller, il a réussi à décoller après seulement 2 600 pieds (800 m) de piste.
La réparation a été achevés en juin 2011, après quoi l'avion, ayant reçu le nom d'Ijma, a repris le service régulier chez Alrosa. Il est resté en service jusqu'en septembre 2018, date à laquelle son certificat de navigabilité a expiré et la compagnie aérienne a jugé son renouvellement non rentable.